# Troglohyphantes cavadinii
Troglohyphantes cavadinii este o specie de păianjeni din genul Troglohyphantes, familia Linyphiidae, descrisă de Pesarini, 1989.
Este endemică în Italia. Conform Catalogue of Life specia Troglohyphantes cavadinii nu are subspecii cunoscute.